# Sae Nakazawaová
Sae Nakazawaová (japonsky 中澤 さえ), (* 1. června 1983 v Čófu, Japonsko) je bývalá japonská zápasnice – judistka.

## Sportovní kariéra
S judem začala v 9 letech na základní škole. Připravovala se v ženské judistickém týmu bezpečnostní agentury Sohgo. Byla důstojnou nástupkyní fenomenální Noriko Annové v japonské reprezentaci. Na mezinárodní scéně nestačila pouze na Kubánku Yurisel Labordeovou. Na olympijských hrách v Pekingu v roce 2008 se očákaval ve finále jejich souboj, k němuž nakonec ani náznakem nedošlo. Labordeová se připravila o účast emigrací z Kuby, naopak její vystoupení v Pekingu skončilo v prvním kole, ve kterém jí v boji o úchop přeprala Italka Lucia Moricová. Po dalším propadáku na mistrovství světa v Rotterdamu v roce 2009 v japonské reprezentaci skončila a vzápětí ukončila sportovní kariéru. Věnuje se trenérské práci. Krátké období učila děti v Austrálii.

### Vítězství
- 2006 – 2x světový pohár (Budapešť, Fukuoka)

## Výsledky
| Turnaj            | 2004           | 2005           | 2006           | 2007           | 2008           | 2009           |
| Turnaj            | 21             | 22             | 23             | 24             | 25             | 26             |
| Turnaj            | polotěžká váha | polotěžká váha | polotěžká váha | polotěžká váha | polotěžká váha | polotěžká váha |
| ----------------- | -------------- | -------------- | -------------- | -------------- | -------------- | -------------- |
| Olympijské hry    | —              |                |                |                | úč.            |                |
| Mistrovství světa |                | 2.             |                | 2.             |                | úč.            |
| Asijské hry       |                |                | 1.             |                |                |                |
| Mistrovství Asie  | 1.             | 1.             |                | —              | —              | —              |